# José Carvallo
José Aurelio Carvallo Alonso, né le 1er mars 1986 à Lima au Pérou, est un footballeur péruvien qui joue au poste de gardien de but.

## Carrière

### En club
Gardien emblématique de l'Universitario de Deportes avec plus de 300 matchs joués avec ce club en 13 saisons, il fait partie du top 10 des joueurs les plus capés de l'Universitario, club avec lequel il fut sacré deux fois champion du Pérou en 2013 et 2023, puis vice-champion en 2020.
Il connaît une brève expérience à l'étranger lorsqu'il est prêté par l'Universitario au club américain du D.C. United pour la saison 2008 de la Major League Soccer.
Au Pérou, il a également joué pour le Sporting Cristal, le FBC Melgar d'Arequipa et l'UTC de Cajamarca.

### En équipe nationale
International péruvien à huit reprises de 2007 à 2018, Carvallo fait partie du groupe appelé à disputer la Coupe du monde 2018 en Russie, même s'il reste sur le banc durant toute la compétition. Il est à nouveau convoqué lors de la Copa América 2021 au Brésil sans toutefois disputer de rencontres.

## Palmarès
Universitario de Deportes
- Championnat du Pérou (2) :
  - Champion : 2013 et 2023.
  - Vice-champion : 2020.